# Alcione (cantante)
Alcione Dias Nazareth, conocida como Alcione (São Luís, Maranhão, 21 de noviembre de 1947) es una cantante brasileña. Obtuvo reconocimiento internacional a principios de 1970 y desde entonces se convirtió en una de las artistas más vendidas de Brasil. Reconocida por su poderosa voz de contralto y su presencia escénica, es habitualmente llamada "A Marrom" (la color marrón), "La Reina del Samba" o "La Voz del Samba". En sus más de cincuenta años de carrera ha publicado treinta álbumes de estudio, nuevo en vivo, ha obtenido veintiún discos de oro, cinco de platino y tres de doble platino, ha ganado un Premio Grammy Latino y veintidós Prêmio da Música Brasileira, uno de ellos en reconocimiento a toda su carrera.
En 2012, la revista Rolling Stones la ubicó entre las 100 mayores voces de la música brasileña. En 2023 fue incluida en la Academia Brasileña de Cultura como uno de los personajes "inmortales" de ese país.

## Biografía
Nació en São Luís, Maranhão. Pasó una infancia complicada, por las aventuras de su padre que tuvo nueve hijos, medios hermanos que cobijaron en la casa. Su padre era músico y trabajó como director de la banda de la Policía Militar, introduciendo a la pequeña Alcione a la música brasileña tradicional. A los trece años ya actuaba en fiestas universitarias y empezó a estudiar clarinete y trompeta.
A los 20 años Alcione se mudó a Río de Janeiro. Allí trabajó en la TV Excelsior de la ciudad y más tarde realizó una gira por Argentina y Chile durante cuatro meses. Después de regresar a Brasil, se instaló en São Paulo, trabajando en clubes nocturnos y haciendo apariciones en televisión. En 1970 comenzó una gira de dos años por Europa, actuando como vocalista y trompetista.
En 1972, al volver a Brasil, Alcione grabó su primer sencillo. En 1973 viajó a México y, en 1974, a Portugal, donde grabó su primer álbum. En 1975 lanzó su LP A Voz do Samba, el cual consiguió status de ventas de oro y varios hits. Las canciones más exitosas fueron "Não Deixe o Samba Morrer", escritas por Edson y Aloiso, y "O Surdo", escritos por Totonho y Paulinho Resende.
A fines de la década de 1970 ya era una reconocida sambista internacional. Grabó Alerta Geral para Philips Records y en 1978 lanzó ese álbum cuyo título fue tomado de un espectáculo televisivo que Alcione condujo en TV Globo durante dos años. Siguiendo su éxito, Alcione continuó lanzando muchos otros álbumes a fines de los setenta y principios de ochenta, incluyendo su álbum homónimo.
En 1987 dedicó la canción João de Deus (Juan de Dios) al Papa Juan Pablo II frente a 500.000 personas durante su segunda visita a Brasil.
En 1997 firmó con Universal Records, posteriormente lanzando un álbum titulado Valeu, en 1998. A ese le siguió Celebração el mismo año y Claridade. Uma Homenagem a Clara Nunes, en 1999. En diciembre de 2002 fue reconocida por su participación en la fundación de la Paradise Escuela de Samba en Londres, Inglaterra. Su álbum Ao Vivo, de ese año, recibió el premio a Mejor Álbum de Samba en la cuarta edición de los  Premios Grammy Latinos en 2003.
Algunos de sus principales éxitos son "Não deixe o samba morrer", "Lá vem você", "Gostoso veneno", "Você me vira a cabeça (me tira do sério)", "Estranha loucura" o "Faz uma loucura por mim". Con los años, se ha convertido en una de las grandes referentes de la música brasileña, con sus canciones de amor feminista, influyendo a otros artistas posteriores. Ha ganado un 
Grammy Latino, veintidós Premio Brasileño de Música, uno de ellos en reconocimiento a toda su carrera, y el reconocimiento a Mejor Cantante Popular por la Academia Brasileña de Letras.

## Discografía

### Universal Music / Philips
- A Voz Samba (1975)
- Morte de um poeta (1976)
- Pra que chorar (1977)
- Alerta geral (1978)
- Gostoso veneno (1979)
- E vamos à luta (1980)
- Alcione (1981)
- Dez anos depois (1982)

### Sony BMG / RCA
- Vamos arrepiar (1982)
- Almas e corações (1983)
- Da cor Brasil (1984) (Oro)
- Fogo da vida (1985) (Oro)
- Fruto e raiz (1986) (Platina)
- Nosso nome: resistência (1987) (Platino)
- Ouro & Cobre (1988) (Oro)
- Simplesmente Marrom (1989) (Oro)
- Emoções Reais (1990)
- Promessa (1991)
- Pulsa, coração (1992) (Oro)
- Brasil de Oliveira da Silva Samba (1994) (Oro)
- Profissão: Cantora (1995)
- Tempo de Guarnicê (1996)

### Universal Music / Polygram
- Valeu - Uma Homenagem à Nova Geração Samba (1997) (Oro)
- Celebração (1998) (Oro)
- Claridade (1999) (Oro)
- Nos Bares da Vida (2000) (Platino)
- Un Paixão tem Memória (2001) (Oro)

### Registros Indie
- Ao Vivo (2002) (Platino)
- Ao Vivo 2 (2003) (Platino)
- Alcione - Duetos (2004)
- Faz Uma Loucura por Mim (2004) (Platino)
- Faz Uma Loucura por Mim - Ao Vivo (2005)
- Alcione e Amigos (2005)
- Uma Nova Paixão (2005) (Ouro)
- Uma Nova Paixão - Ao Vivo (2006) (Ouro)
- Coleções - Grandes Sucessos de Alcione (2007)
- De Tudo Que eu Gosto (2007)
- Raridades(2008)
- Acesa(2009)
- Alcione Ao Vivo (2011)
- Eterna Alegria (2013)
- Boleros (2017)
- Tijolo Por Tijolo (2020)
- Duas Faces: Ao Vivo na Mangueira (2021)